# Марк Маркес
Марк Ма́ркес Але́нта (ісп. Marc Márquez Alentà; 17 лютого 1993, Сервера, Каталонія, Іспанія) — іспанський мотогонщик, п'ятиразовий чемпіон світу з шосейно-кільцевих мотогонок серії MotoGP: у класі 125cc (2010), Moto2 (2012) та тричі в MotoGP (2013, 2014 та 2016). Наймолодший іспанський мотогонщик, який здобув поул-позишн або подіум у чемпіонаті світу MotoGP, наймолодший чемпіон/дворазовий/триразовий чемпіон світу в класі MotoGP, та наймолодший гонщик, який виграв всі три класи MotoGP. У сезоні 2016 виступає в класі MotoGP за команду «Repsol Honda Team» під номером 93, який відповідає його року народження. З 2025 року виступає за заводську команду «Lenovo Ducati».
Старший брат іншого мотогонщика MotoGP Алекса Маркеса, теж чемпіона світу (у класі Moto3, сезон 2014).

## Кар'єра

### Клас 125сс

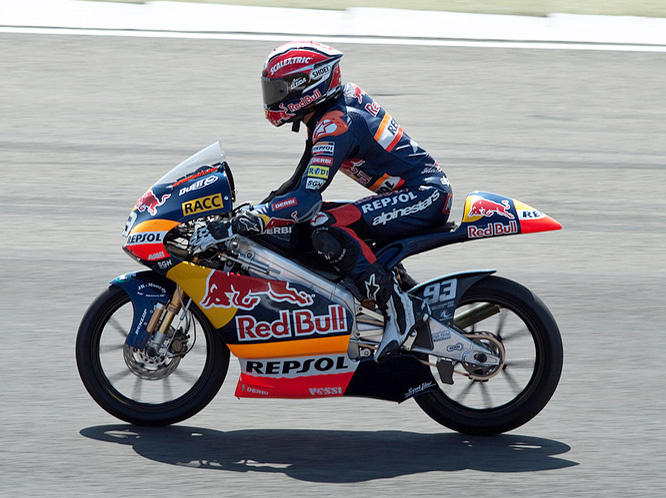
Марк Маркес у Ассені, 2010

Марк дебютував у чемпіонаті світу з шосейно-кільцевих мотоперегонів MotoGP 13 квітня 2008 року в гонці класу 125cc на Гран-Прі Португалії у віці 15 років і 56 днів. У тому ж сезоні, 22 червня 2008 року, вперше потрапив на подіум, зайнявши 3-є місце на Гран-Прі Великої Британії. На той момент йому виповнилось 15 років та 127 днів.
Сезон 2009 Маркес провів як гонщик заводської команди KTM. На Гран-Прі Франції він завоював свій перший поул. Йому на той момент виповнилось 16 років і 89 днів. У тому сезоні він один раз піднявся на подіум, зайнявши 3-є місце на Гран-Прі Іспанії. В загальному заліку він посів 8-е місце.
У сезоні 2010 команда «KTM» залишила чемпіонат світу, тому Марк приєднався до команди «Red Bull Ajo Motorsport». Він отримав у своє розпорядження мотоцикл Derbi RSA 125. До початку сезону він провів спеціальну спортивну підготовку у горах. Чемпіонат розпочався для Марка з третього місця у Катарі. У наступній гонці в Іспанії він вибув, а у Франції знову став третім. Справжній прорив відбувся для нього 6 червня 2010 року в Муджелло, де він здобув дебютну перемогу кар'єрі. Подальші три поспіль перемоги на етапах в Сільверстоуні, Ассені та Каталонії зробили Маркеса наймолодшим гонщиком, що вигравав чотири рази поспіль. На наступному етапі у Заксенрингу він знову переміг, здобувши соту перемогу Derbi в Гран-Прі та свою п'яту перемогу поспіль, повторивши успіх Валентіно Россі, який у 1997 році виграв п'ять поспіль гонок у класі 125cc. Загалом він 10 гонок з 17-ти, вперше ставши чемпіоном світу. На той момент йому виповнилось 17 років та 263 дні, що зробило його другим наймолодшим чемпіоном світу після Лоріса Капіроссі, який був на 100 днів молодшим.

### Клас Moto2

#### 2011

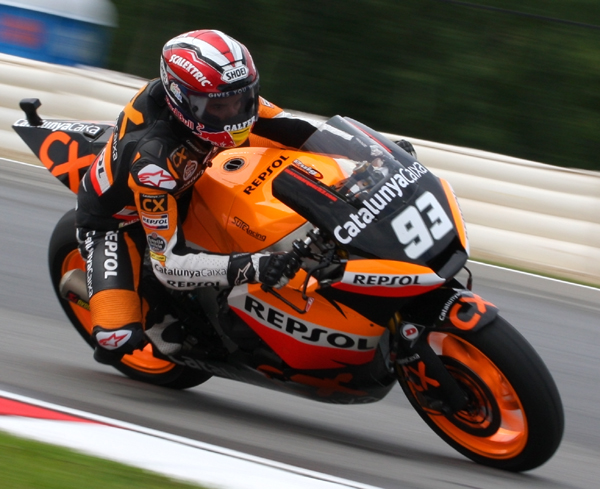
Марк Маркес на Гран-Прі Чехії, 2011 рік

На наступний сезон Марк перейшов до класу Moto2, прийнявши пропозицію команди «CatalunyaCaixaRepsol». Його менеджером став Еміліо Альзамора, з яким вони співпрацюють і досі. Дебют виявився невдалим: на перших двох гонках Маркес до фінішу де доїжджав, на третій, у Гран-Прі Португалії, фінішував 21-им. Проте вже на четвертій гонці, у Франції, він здобув перемогу, дебютну для себе у „середньому“ класі. На наступному, рідному для себе, Гран-Прі Каталонії Марк фінішував другим; на Гран-Прі Великої Британії потрапив у аварію і зійшов з дистанції. На той момент він у загальному заліку займав 7-е місце з відставанням від лідера сезону, Штефана Брадля, на 82 очка.
Проте після цього Маркес видав феноменальну серію із 6 перемог та 1 другого місця в наступних 7-ми гонках, що дозволило йому скоротити своє відставання в турнірній таблиці до 6 очок. На наступній гонці у Японії Марк фінішував другим, тоді як Брадль приїхав четвертим. Це дозволило іспанцю вперше очолити загальний залік.
Під час кваліфікаційних заїздів наступної гонки, у Австралії, Маркес в'їхав у тайського гонщика Раттапарка Вілайро. Цей інцидент був розглянутий технічною комісією і Марк був визнаний винним у агресивній їзді, за що був покараний додаванням 1 хвилини до часу його кваліфікації. Внаслідок цього він змушений був стартувати з останнього, 38-го місця. Проте у гонці він здійснив справжній прорив, піднявшись на 3-тє місце. В загальному заліку Брадль, який фінішував другим у гонці, випередив Маркеса. До кінця чемпіонату лишалось дві гонки.
Напередодні Гран-Прі Малайзії Марк оголосив про те, що він залишиться у класі Moto2 на наступний сезон, незважаючи на пропозицію перейти до „королівського“ класу. На самому ж Гран-Прі під час вільної практики він впав, травмувавшись. Марк пропустив 2 наступні сесії, проїхавши під час кваліфікації 2 кола. Показаний час дозволяв йому стартувати з 36-го місця, проте перед самою гонкою медичною комісією йому було заборонено виступати. У гонці Брадль фінішував 2-им, збільшивши відрив до 23 очок. У Маркеса залишався теоретичний шанс випередити німця у разі перемоги на останньому Гран-Прі у Валенсії, проте він відмовився від участі у ньому через постійні проблеми з зором.

### Клас MotoGP

#### 2013
12 липня 2012 року було оголошено, що Маркес підписав дворічний контракт з командою «Repsol Honda» для виступів у класі MotoGP з сезону 2013, замінивши Кейсі Стоунера, який закінчив професійну кар'єру. Напарником Марка став Дані Педроса.
Маркес розпочав сезон 2013 з третього місця на Гран-Прі Катару. Хоча у кваліфікації Марк був шостий, завдяки успішному початку гонки він швидко зайняв третє місце після чемпіона світу Хорхе Лоренсо та напарника по команді Даніеля Педроси. Пройшовши Педросу, Маркес перед фінішем поступився місцем Валентіно Россі, приїхавши таким чином третім.
На другому етапі чемпіонату на новій трасі Америк, Маркес переміг свого товариша по команді Дані Педросу в дуелі впродовж цілої гонки. За три кола до фінішу після невеликої помилки Педроси Марк вийшов на перше місце, приїхавши першим переможцем Гран-Прі Америк. При цьому Маркес став наймолодшим переможцем гонки в класі MotoGP у віці 20 років, 2 місяці і 5 днів, побивши 30-річний рекорд Фредді Спенсера. Після другого етапу Маркес захопив лідерство в чемпіонаті.
Під час кваліфікації третього етапу, на Гран-Прі Іспанії, Маркес був третім. Гонку закінчив на другому місці позаду напарника по команді Дані Педроси, допомігши Repsol Honda зайняти дві перших позиції у другій гонці поспіль. Гонка була відзначена ризикованим обгоном Маркесом Хорхе Лоренсо. На останньому колі гонки Марк їхав зразу за Лоренсо. У повороті №13, названому на честь Хорхе Лоренсо, Маркес загальмував дещо пізніше, внаслідок чого він зіштовхнувся з Лоренцо зі сторони повороту, виштовхнувши Хорхе на зовнішню криву. Внаслідок цього Лоренсо фінішував третім, пропустивши Маркеса. Цей інцидент був схожий на сумно відомий обгін Россі Сете Жібернау в тому ж повороті у 2005 році. Лоренцо розізлився і відмовився потиснути руку Маркесу після гонки. Маркес пізніше вибачився перед Лоренцо заявивши, що він також був би сердитий, якби хтось інший зробив це так само з ним, і сподівається, що його відносини з Лоренцо покращаться в майбутньому. Багато гонщиків визнали, що цей крок був досить агресивним, але враховуючи той факт, що Хорхе залишив великий зазор для атаки в повороті, кваліфікували це як гоночний інцидент і нічого більше.
На четвертій гонці сезону Гран-Прі Франції Маркес завоював другий поул у своїй кар'єрі в MotoGP. Гонка відбувалася в дощових умовах і Марк невпевнено почав гонку, відкотившись у середину пелетону. Ближче до середини гонки, коли покриття треку підсохло, він знайшов свій ритм і почав підніматися вгору. Маркес обігнав Андреа Довіціозо за 2 кола до фінішу в гонці і вийшов на третє місце. Таким чином Марк у перших чотирьох гонках чотири рази піднімався на подіум, повторивши досягнення Макса Бьяджі у 1998 році.
П'ятий етап склався для Маркес невдало. Під час вільної практики №2 на Гран-Прі Італії Марк зазнав аварії на швидкості 272 км/год, виїхавши за межі треку. Під час аварії за 4,250 секунди Марк зазнав 14 сильних стусанів, сильнішими з них стали два удари — лівим та правим плечем, силою в 25 G. Важко повірити, однак завдяки повітряним подушкам, вмонтованим у комбінезон «Alpinestars», Маркес отримав лише синці та маленьку тріщину у плечовій кістці. Це дозволило йому вийти на старт гонки у неділю. Вдалий початок вивів Марка на третю позицію після Лоренсо та Подроси. В другій половині дистанції Педроса почав сповільнюватись, що дозволило Маркесу обігнати його і вийти на друге місце, проте прикре падіння за 3 кола до фінішу перекреслило всі попередні зусилля. Закінчивши гонку безрезультатно, Маркес в загальному заліку опустився на третє місце.

#### 2014

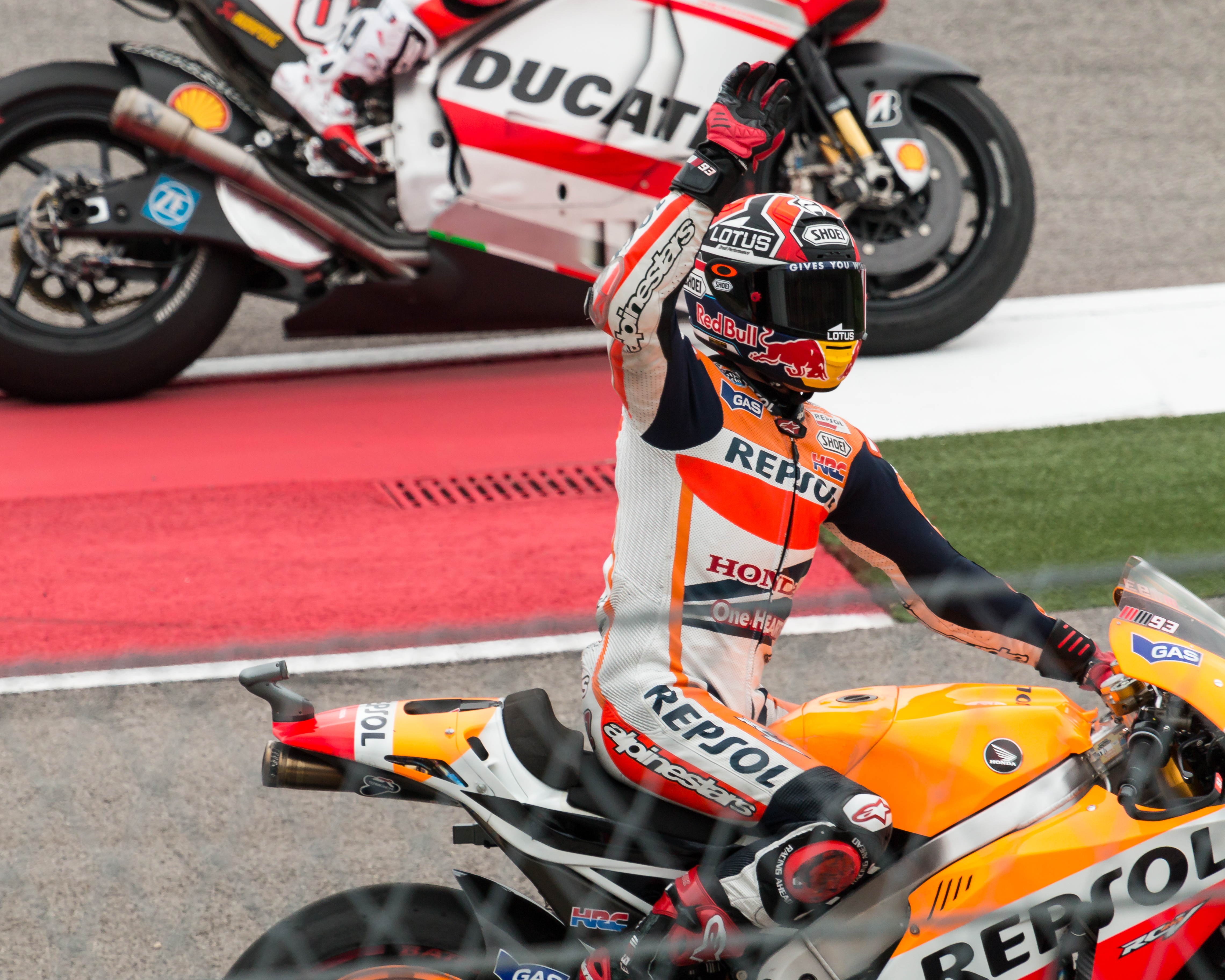
Марк після переможного фінішу на Гран-Прі Америк

У сезоні 2014 року Маркес продовжив виступи за «Repsol Honda». Він знову розглядався як один із головних претендентів на перемогу чемпіонаті. На перших офіційних тестах сезону у Сепанзі Марк показав найкращий результат.
19 лютого під час тренувань по dirt-track у Льєйді Маркес впав і зламав малу гомілковову кістку. На щастя, м'які тканини пошкоджені не були, тому орієнтовний час відновлення повинен був зайняти 13-15 днів. Через травму він змушений був пропустити фінальні тести у Сепанзі (26 лютого), а також проміжні тести на Філіп-Айленді (3-5 березня).
Проте це не завадило Маркесу у першій же гонці сезону у Катарі в блискучому стилі здобути перемогу і захопити лідерство у чемпіонаті. Другий етап у Техасі також був за Марком. Ця перемога стала для іспанця восьмою у «королівському» класі, за цим показником він зрівнявся з Сете Жібернау, поступаючись лише чотирьом гонщикам: Валентіно Россі (67 перемог), Кейсі Стоунеру (38), Хорхе Лоренсо (31) та Дані Педросі (25).
Третя гонка сезону відбувалась на новому для MotoGP треці — Термас де Ріо Ондо, що не завадило Маркесу святкувати тут перемогу. Четверта гонка у Іспанії стала місцем чергового тріумфу іспанця. Таким чином, після чотирьох Гран-Прі сезону Марк набрав максимальну кількість балів у загальному заліку — 100 зі 100, відірвавшись від найближчого переслідувача, колеги по команді, Даніеля Педроси, на 28 очок.
На хвилі успіхів, 14 травня 2014 року було офіційно повідомлення про продовження контракту Маркеса з командою «Repsol Honda» на два роки, до кінця сезону 2016.
Загалом же переможна серія Марка становила 10 етапів поспіль, до Гран-Прі Чехії. Це досягнення стало повторенням рекорду легендарного Джакомо Агостіні, який теж тріумфував у перших 10 гонках сезонів 1968,1969 та 1970. Вдалі виступи дозволили іспанцю на 15-му Гран-Прі сезону, у Японії, за 3 етапи до завершення чемпіонату, достроково здобути титул чемпіона світу. Ця перемога стала ще більш приємною, оскільки гонка проходила на рідному для команди «Repsol Honda» треці.
Всього у сезоні 2014 Марк здобув 13 перемог та 13 поулів у 18 гонках.

#### 2015
Сезон 2015 мав стати черговим роком тріумфу іспанця. Йому знову не було рівних на передсезонних тестах, проте початок сезону виявися не таким вдалим: в дебютній гонці у Катарі, помилившись на першому колі та скотившись в кінець пелетону, Марк зміг фінішувати лише 5-им. На другому етапі, в Америці, Маркес реабілітувався, вигравши гонку з поулу в улюбленому стилі, проте на наступному етапі, в Аргентині, його знову очікувало розчарування — за два кола до фінішу він у боротьбі врізався у мотоцикл Валентіно Россі та завершив гонку без очок. За підсумками трьох етапів він поступався останньому в загальному заліку 30 очками та займав лише 5-е місце. На додачу до цього, за тиждень до наступної гонки, під час тренувань Марк впав та зламав мізинець лівої руки.
В наступних чотирьох Гран-Прі він лише 1 раз закінчив гонку на подіумі, здобувши друге місце на Гран-Прі Іспанії, двічі взагалі не фінішувавши. Такі результати дозволяли Марку займати лише 5-е місце загального заліку, поступаючись Россі 69 очками. Це спонукало Маркеса до конструктивних змін його мотоцикла. Так, напередодні Гран-Прі Нідерландів, він повернувся до використання шасі зразка моделі 2014 року при новому двигуні. Це значно покращило стабільність при їзді. Вже у Нідерландах він боровся за перемогу з Россі, проте на останньому колі в передостанньому повороті зіткнувся з італійцем та закінчив гонку другим. Проте у двох наступних Гран-Прі в Німеччині та Індіанаполісі гонках він здобув дві перемоги, додавши ще дві у наступних шести гонках (Сан Марино та Австралія). Це дозволило йому піднятись на третє місце загального заліку. 
Наступна і в той же час передостання гонка сезону у Малайзії стала однією з найважчих у кар'єрі іспанці. Ще напередодні гонки, на прес-конференції, Марк був звинувачений Валентіно Россі у допомозі своєму земляку Хорхе Лоренсо у сприянні в боротьбі за чемпіонство. Сама гонка була насичена боротьбою між Марком та Валентіно, сповненою численних обгонів, результатом якої стало падіння Марка та покарання Россі у вигляді старту з останнього місця в наступній гонці. Сам же Марк у Валенсії фінішував другим, що дозволило зайняти лише третє місце у загальному заліку. Цей сезон перервав успішну серію із трьох світових тріумфів поспіль для нього, проте подарував багато досвіду.

#### 2016
Початок сезону 2016 не вселяв Маркесу надії на високі результати. Як показали результати попереднього сезону, його конкуренти з Yamaha перебували у непоганій формі, до того ж їхні мотоцикли YZR-M1 не поступались в технічному плані Honda RC213V, на якому виступав Марк. Не радувало й те, що вступили в дію нові правила, які знівелювали перевагу заводських мотоциклів Honda в плані електроніки, тож йому довелось все починати з початку.
В дебютній гонці сезону у Катарі Марк фінішував лише третім, проте у двох наступних Гран-Прі (в Аргентині та Америці) здобув дві перемоги. Це дозволило йому очолити загальний залік чемпіонату.

## Статистика виступів у MotoGP

### В розрізі сезонів
| Сезон | Клас   | Команда                    | Мотоцикл      | Гонки | Пер | Под | ПП | НК | Очки | Місце |
| ----- | ------ | -------------------------- | ------------- | ----- | --- | --- | -- | -- | ---- | ----- |
| 2008  | 125cc  | Repsol KTM 125cc           | KTM           | 13    | 0   | 1   | 0  | 0  | 63   | 13    |
| 2009  | 125cc  | Red Bull KTM Motosport     | KTM           | 16    | 0   | 1   | 2  | 1  | 94   | 8     |
| 2010  | 125cc  | Red Bull Ajo Motorsport    | Derbi RSA 125 | 17    | 10  | 12  | 12 | 8  | 310  | 1     |
| 2011  | Moto2  | Team CatalunyaCaixa Repsol | Suter MMX1    | 15    | 7   | 11  | 7  | 2  | 251  | 2     |
| 2012  | Moto2  | Team CatalunyaCaixa Repsol | Suter MMX2    | 17    | 9   | 14  | 7  | 5  | 324  | 1     |
| 2013  | MotoGP | Repsol Honda               | Honda RC213V  | 18    | 6   | 16  | 9  | 11 | 334  | 1     |
| 2014  | MotoGP | Repsol Honda               | Honda RC213V  | 18    | 13  | 14  | 13 | 12 | 362  | 1     |
| 2015  | MotoGP | Repsol Honda               | Honda RC213V  | 18    | 5   | 9   | 8  | 7  | 242  | 3     |
| 2016  | MotoGP | Repsol Honda               | Honda RC213V  | 18    | 5   | 12  | 7  | 4  | 298  | 1     |
| 2017  | MotoGP | Repsol Honda               | Honda RC213V  | 18    | 6   | 12  | 8  | 3  | 298  | 1     |
| 2018  | MotoGP | Repsol Honda               | Honda RC213V  | 18    | 9   | 14  | 7  | 7  | 321  | 1     |
| 2019  | MotoGP | Repsol Honda               | Honda RC213V  | 19    | 12  | 18  | 10 | 12 | 420  | 1     |
| 2020  | MotoGP | Repsol Honda               | Honda RC213V  | 1     | 0   | 0   | 0  | 1  | 0    | NC    |
| 2021  | MotoGP | Repsol Honda               | Honda RC213V  | 14    | 3   | 4   | 0  | 2  | 142  | 7     |
| 2022* | MotoGP | Repsol Honda               | Honda RC213V  | 6     | 0   | 0   | 0  | 0  | 60*  | 15*   |

Примітка: * — сезон триває, дані наведено станом на після закінчення 3 етапів з 18.

### Рекорди
Станом на 13 жовтня 2014 року Марк Маркес володіє такими рекордами у MotoGP:
- У віці 20 років та 266 днів став наймолодшим чемпіоном світу в класі MotoGP та наймолодшим гонщиком, який виграв всі три класи чемпіонату;[1]
- У віці 17 років та 264 дні став другим наймолодшим чемпіоном світу після Лоріса Капіроссі (17 років та 165 днів, 1990 рік) та наймолодшим чемпіоном світу-іспанцем;
- У віці 20 років і 63 дні, після перемоги на Гран-Прі Америк в сезоні 2013 року, став наймолодшим гонщиком, що будь-коли вигравав гонку у класі MotoGP,[17] перевершивши досягнення Фредді Спенсера, яке той встановив у віці 20 років і 196 днів, перемігши на Гран-Прі Бельгії у 1982 році;
- У віці 20 років і 62 дні став наймолодшим гонщиком, що здобув поул у «королівському» класі, перевершивши досягнення Фредді Спенсера, яке той встановив у віці 20 років і 153 дні на Гран-Прі Іспанії 1982 року;
- Наймолодший гонщик, що здобував перемоги на Гран-Прі у всіх трьох класах MotoGP (20 років і 63 дні);
- 22 липня 2008 року у Донінгтоні у віці 15 років та 126 днів став другим наймолодшим гонщиком, що піднявся на подіум після Івана Палазесе (15 років 77 днів);
- У Ле Мані 16 травня 2009 року виборов поул-позишн у віці 16 років та 89 днів, ставши другим після Марко Меландрі (15 років та 346 днів);
- Наймолодший мотогонщик, який виборов чотири Поули підряд;
- Гонщик, що виборов найбільше поулів за сезон (12) у класі 125сс;
- Після перших двох гонок сезону 2013 Маркес очолив загальний залік «королівського» класу, що зробило його наймолодшим гонщиком-лідером сезону;[18]
- Наймолодший дворазовий чемпіон світу в „королівському“ класі — 21 рік та 237 днів. Попередній рекорд належав Майку Гейлвуду, який виграв свій другий чемпіонат в класі 500cc в 1963 році у віці 23 роки та 152 дні.[19]
- Перший іспанець, який виграв чемпіонат світу у прем'єрному класі двічі поспіль.
- Найбільше поулів за сезон у „королівському“ класі — 13. Попередній рекорд належав австралійцям Кейсі Стоунеру та Міку Дуейну (по 12).[20]

## Особисте життя
Наприкінці 2014 року Марк оголосив про свій переїзд у Андорру. До цього він мешкав разом з батьками та братом у батьківському будинку в Сервері у Іспанії. Своє рішення він мотивував тим, що до цього багато разів бував у Андоррі, особливо зимою, і це є ідеальним місцем для підготовки до виступів. За цей вчинок у себе на батьківщині Маркес був підданий критиці, оскільки там переїзд оцінили як спробу уникнути від сплати податків, адже у Андоррі податок на прибуток складає 10%, тоді як у Іспанії він становить майже 50%. Було навіть зібрано близько 50 тис. підписів з закликом до спонсорів іспанця припинити його підтримку.

## Нагороди
- За успішний сезон 2013 Маркес отримав престижну нагороду «Laureus World Sports Awards» в категорії «Новачок року».[24] До нього з мотогонщиків її отримував лише Валентіно Россі, щоправда в категорії «Повернення».

## Книги
4 червня 2014 року Марк Маркес в Олімпійському музеї Барселони представив громадськості автобіографічну книгу «Марк Маркес, мрії збуваються» (ісп. Marc Marquez, somnis que es compleixen), написану у співавторстві з відомим іспанським журналістом Еміліо Пересом де Росасом. Передмову до представлення зробив колишній наймолодший чемпіон світу MotoGP Фредді Спенсер.

## Цікаві факти
- Під час гонок Маркес використовує звичайний серійний шолом марки Shoei в ексклюзивних кольорах.[27]
- Після перемоги на Гран-Прі США у 2013 році, на подіумі після нагородження Маркес не зміг випити шампанського, на відміну від інших призерів етапу Валентіно Россі та Штефана Брадля, оскільки на території штату Каліфорнія заборонене вживання алкогольних напоїв особам, які не досягли 21 -річного віку; у день Марку виповнилось лише 20 років, 5 місяців і 4 дні.[28]
- Після закінчення сезону 2013 року Марку була зроблена операція по коригуванню форми носа і носової перегородки для покращення дихання. Зазвичай таку операцію виконують пілотам надзвукових літаків[29].
- Улюбленими гоночними трасами іспанця є Філіп-Айленд та Арагон[30].
- Вже будучи триразовим чемпіоном світу MotoGP Марк Маркес не мав водійських прав на керування мотоциклом[31].
- Іспанець виграв усі дев'ять гонок з дев'яти, які провів на території США: дві у класі Moto2 та сім у MotoGP.
- Після перемоги на Гран-Прі Іспанії-2014 у Хересі для Марка у календарі чемпіонату MotoGP не залишилось більше трас, де б він не перемагав[32].
- Марку належить рекорд нахилу мотоцикла в повороті, який він встановив у сезоні 2014, нахиливши свою Honda у гонці на 64°. Йому також належить аналогічний неофіційний рекорд, коли він під час тесті у Брно зміг нахилитись в повороті на 68°, проте цей результат зарахований не був, оскільки він супроводжувався значним ризиком падіння: Маркес, щоб стабілізувати байк, торкнувся треку плечем[33].
- Марк та його брат Алекс є єдиними братами, яким вдалось виграти чемпіонат світу MotoGP в 66-річній історії цих змагань[34].
- За перемогу в заліку найкращих кваліфікацій «BMW M Award» в сезоні 2014 Марк отримав автомобіль BMW M4 Coupé[20], проте не зміг ним скористатись, оскільки не мав водійських прав[35].
- У місті Сервера (де народився та мешкає Марк) з 2012 року, з часу його перших великих тріумфів, відвідуваність туристами зросла приблизно у 30 разів[36].
- Марк є кумиром британського актора, виконавця ролі Бетмена, Крістіана Бейла. На пропозицію, якби він міг з'явитися в реальному житті в ролі інших людей, він вибрав Маркеса, мотивувавши це тим, що «Марк Маркес це король!»[37].